# Люсі Мірігіан
Люсі Мірігіан (англ. Lucy Mirigian; 15 серпня 1906 — 12 лютого 2021) — американська довгожителька вірменського походження, вік якої було підтверджено Групою геронтологічних досліджень (GRG) та Групою LongeviQuest (LQ). На момент смерті була найстаршою живою людиною в Сан-Франциско, штат Каліфорнія, США та була 8-ю найстарішою живою людиною у світі. Також на момент смерті вона входила в топ 100 найстаріших людей у світі чий вік був підтверджений. Померла у віці 114 років, 181 день.

## Біографія
Люсі Мірігіан народилася 15 серпня 1906 року в Західній Вірменії, Османська імперія (нині окупована сучасною Туреччиною). Її батька було звати Джордж, а мати Мері. Сім'я пізніше переїхала до Сполучених Штатів.
У 1936 році вийшла заміж за Ашода Мірігіана у пари було 2 дітей Соня Лу Мірігіан (нар. 5 січня 1940) та Гаро Алан Мірігіан (нар. 18 січня 1946). У березні 1976 року пара розлучилася проживши разом майже 40 років.
Люсі Мірігіан померла в Сан-Франциско, штат Каліфорнія, США, 12 лютого 2021 року у віці 114 років і 181 день. На той час вона була 8-ю найстарішою підтвердженою людиною у світі після Кане Танаки, Люсіль Рандон, Франциски Сельса душ Сантуш, Жанни Бот, Антонії да Санта Круз, Гестер Форд і Теклі Юнєвіч.
Наразі вона є єдиною підтвердженою людиною вірменського походження.